# 蘇沃洛夫大街

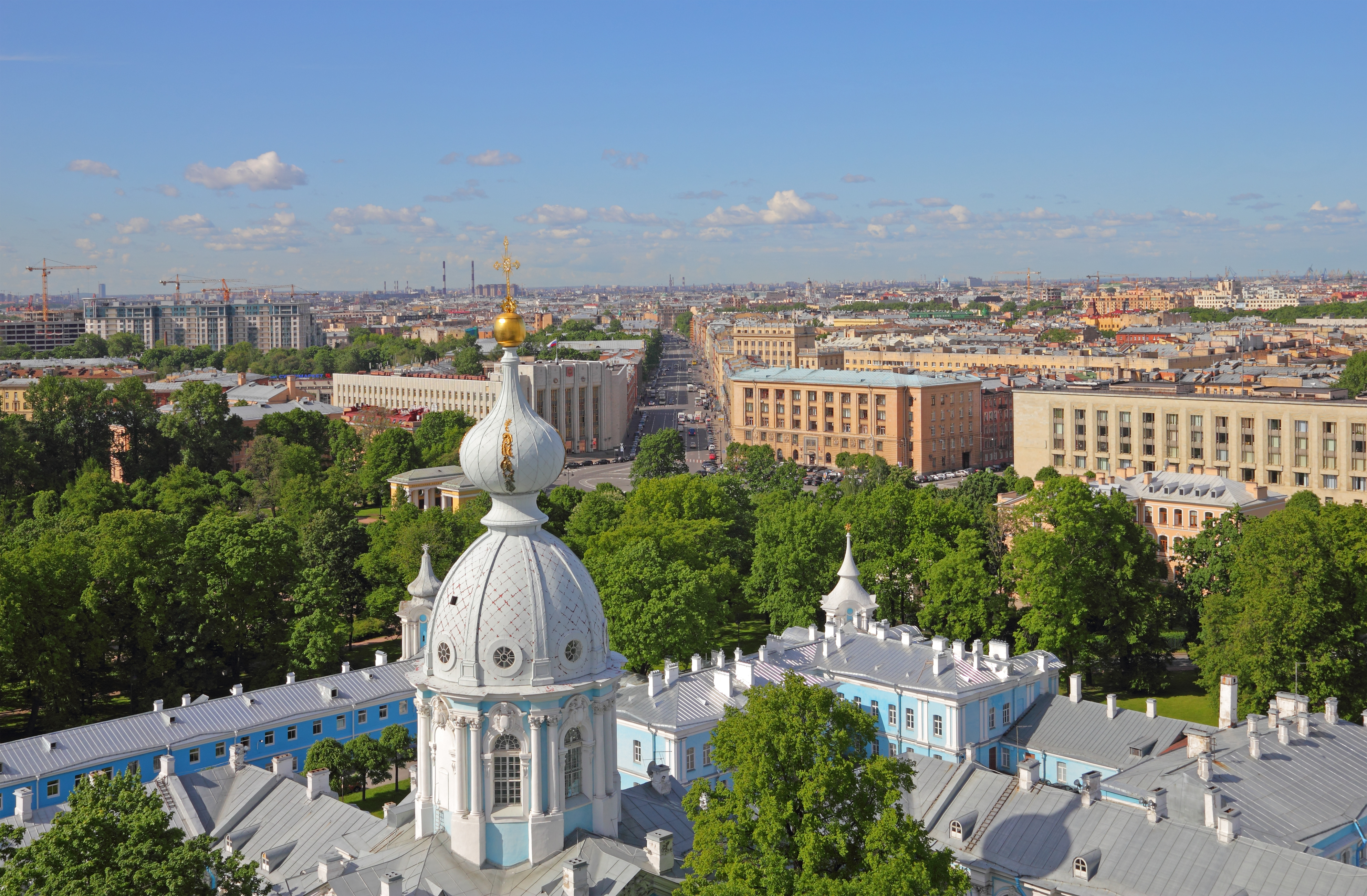
從斯莫爾尼大教堂眺望蘇沃洛夫大街

蘇沃洛夫大街（俄语：Суво́ровский проспе́кт）是俄羅斯第二大城市聖彼得堡的一條街道，位於斯莫爾尼宮和涅瓦大街之間。
大街以十八世紀後期俄國名將亞歷山大·瓦西里耶維奇·蘇沃洛夫命名。